# ルイス・エスコバー (野球)
- ルイス・エスコバル

ルイス・アルベルト・エスコバー・ヘルナンデス（Luis Alberto Escobar Hernandez, 1996年5月30日 - ）は、コロンビアのボリーバル県カルタヘナ出身のプロ野球選手（投手）。右投右打。メキシカンリーグのタバスコ・キャトルメン所属。

## 経歴
2013年7月にアマチュア・フリーエージェントでピッツバーグ・パイレーツと契約してプロ入り。
2014年、傘下のルーキー級ドミニカン・サマーリーグ・パイレーツでプロデビュー。13試合に先発登板して2勝4敗、防御率4.75、34奪三振を記録した。
2015年はルーキー級ガルフ・コーストリーグ・パイレーツとA-級ウェストバージニア・ブラックベアーズでプレーし、2球団合計で13試合に先発登板して2勝1敗、防御率3.83、42奪三振を記録した。
2016年はA-級ウェストバージニアでプレーし、2球団合計で15試合（先発12試合）に登板して6勝5敗、防御率2.93、61奪三振を記録した。
2017年は開幕前に指名投手枠で第4回ワールド・ベースボール・クラシック（WBC）のコロンビア代表に選出された（途中参加はせず）。シーズンではA級ウェストバージニア・パワーでプレーし、26試合（先発25試合）に登板して10勝7敗、防御率3.83、168奪三振を記録した。また、7月にはオールスター・フューチャーズゲームの世界選抜に選出された。オフの11月20日にルール・ファイブ・ドラフトでの流出を防ぐために40人枠入りした。
2018年はA+級ブレイデントン・マローダーズとAA級アルトゥーナ・カーブでプレーし、2球団合計で24試合（先発23試合）に登板して11勝6敗、防御率4.14、110奪三振を記録した。
2019年は開幕をA+級ブレイデントンで迎え、AAA級インディアナポリス・インディアンスを経て7月6日にメジャー初昇格を果たした。7月13日のシカゴ・カブス戦でメジャーデビュー。この年メジャーでは4試合に登板して防御率7.94、2奪三振を記録した。オフの11月20日にDFAとなり、27日にマイナー契約となった。
2020年6月9日に自由契約となった。
2021年は、メキシカンリーグのタバスコ・キャトルメンと契約。12試合（先発12試合）に登板し、7勝2敗、防御率2.54の成績を残した。
2022年1月6日、台湾プロ野球の富邦ガーディアンズと契約した。しかし、1軍に昇格することなく、5月23日に個人の事情により退団した。7月5日にタバスコ・キャトルメンに復帰した。

## 詳細情報

### 年度別投手成績
| 年 度    | 球 団    | 登 板 | 先 発 | 完 投 | 完 封 | 無 四 球 | 勝 利 | 敗 戦 | セ 丨 ブ | ホ 丨 ル ド | 勝 率 | 打 者 | 投 球 回 | 被 安 打 | 被 本 塁 打 | 与 四 球 | 敬 遠 | 与 死 球 | 奪 三 振 | 暴 投 | ボ 丨 ク | 失 点 | 自 責 点 | 防 御 率 | W H I P |
| -------- | -------- | ----- | ----- | ----- | ----- | -------- | ----- | ----- | -------- | ----------- | ----- | ----- | -------- | -------- | ----------- | -------- | ----- | -------- | -------- | ----- | -------- | ----- | -------- | -------- | ------- |
| 2019     | PIT      | 4     | 0     | 0     | 0     | 0        | 0     | 0     | 0        | 0           | ----  | 29    | 5.2      | 10       | 1           | 4        | 0     | 1        | 2        | 1     | 0        | 5     | 5        | 7.94     | 2.47    |
| MLB：1年 | MLB：1年 | 4     | 0     | 0     | 0     | 0        | 0     | 0     | 0        | 0           | ----  | 29    | 5.2      | 10       | 1           | 4        | 0     | 1        | 2        | 1     | 0        | 5     | 5        | 7.94     | 2.47    |

- 2020年度シーズン終了時

### 記録
MiLB
- オールスター・フューチャーズゲーム選出：1回（2017年）

### 背番号
- 77（2019年）
- 96（2022年）